# 登州文会馆
登州文会馆（英語：Tengchow College），或称登郡文会馆、登郡文会学馆，美北长老会差会宣教士狄考文夫妇在山东省登州府城蓬莱建立的一所教会学校。

## 历史

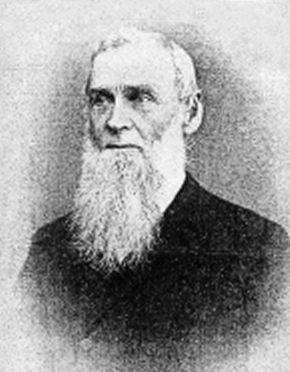
登州文会馆的创建者狄考文（Calvin Wilson Mateer）

1861年6月，美北长老会差会（American Presbyterian Missions，North）的倪维思夫妇来登州，在蓬莱购买一间名为观音堂的破庙作为居所和传教场所。1862年，倪维思夫妇在观音堂招收寄宿女生开学，学制包括小学和三年制初中，学生多中途辍学。1863年，狄考文、狄邦就烈夫妇，和郭显德夫妇同到登州，与先来的梅理士夫妇同住在观音堂，不久郭夫人因病去世。狄考文夫妇和郭显德与其他人一道合力编著《官话类编》及《华语大词典》，两书成为其后的外国人学习汉语的主要教材。
1864年，狄考文夫妇接管登州教区。同年9月，狄考文夫妇利用原女校校址（即原观音堂）创办男童寄宿学校（Tengchow Boy's Boarding School），中文称“蒙养学堂”，当地人称之为“蒙塾”。尽管蒙养学堂早期的招生条件极为优渥，但因为当地人对传教士的极度不信任，狄考文夫妇仅招收6名住宿生和2名走读生，且不久就有3人退学。为稳定生源，狄考文开始在招生时和学生的父兄签约规定必须学满6年，否则需要将入学以来所耗经费一概偿还。随着学生的增多，学堂在1868年进行扩建，扩建后可容纳30名寄宿生。同时，狄考文兴建了自家住宅。
1871年，增加中学班，并设高等科。1876年，定名为登州文会馆。1882年提高到大学程度，中文名仍为登州文会馆，英文名为“Tengchow College”，为今中国大陆境内第一所现代高等教育机构，为中国国内最早的教会大学。
清光绪二年（1876年），登州文会馆分设正备两斋，正斋为中学，备斋为小学。光绪三十年（1904年），正斋迁出蓬莱。同年，备斋部分改办为文会中学，学生82人，学制6年，1941年停办。

## 课程设置
清光绪三十年（1904年），文会中学设道学、经学、国文、算术、历史、地理、理化、博物等课程；高中学生选科包括宗教、家政、无线电等；初中学生选科包括商业、英语、无线电等。

## 相关
1947年7月至9月间，中国共产党政府创办的蓬莱中学曾短暂的在文会中学旧址办学。